# Alexianne Castel
Alexianne Castel (Bordeaux, 25 juli 1990) is een Franse zwemster. Ze vertegenwoordigde Frankrijk op de Olympische Zomerspelen 2008 in Peking en op de Olympische Zomerspelen 2012 in Londen.

## Carrière
Bij haar internationale debuut, op de Europese kampioenschappen kortebaanzwemmen 2007 in Debrecen, eindigde Castel als vierde op de 200 meter rugslag. Op de 50 meter rugslag strandde ze in de halve finales en op de 100 meter rugslag in de series.
Op de Franse kampioenschappen zwemmen 2008 in Duinkerke plaatste ze zich voor de Spelen, op de 100 en 200 meter rugslag en de 4x100 meter wisselslag. Tijdens de Olympische Zomerspelen van 2008 in Peking werd Castel uitgeschakeld in de halve finales van de 200 meter rugslag en in de series van de 100 meter rugslag. Samen met Sophie de Ronchi, Aurore Mongel en Alena Poptsjanka strandde ze in de series van de 4x100 meter wisselslag. In Rijeka nam Castel deel aan de Europese kampioenschappen kortebaanzwemmen 2008, op dit toernooi veroverde ze de zilveren medaille op de 200 meter rugslag en werd ze uitgeschakeld in de halve finales van de 50 meter rugslag en in de series van de 100 meter rugslag.
Op de wereldkampioenschappen zwemmen 2009 in Rome eindigde Castel als zevende op de 200 meter rugslag, op de 100 meter rugslag strandde ze in de series. Tijdens de Europese kampioenschappen kortebaanzwemmen 2009 in Istanboel sleepte Castel de Europese titel in de wacht op de 200 meter rugslag, daarnaast eindigde ze als zevende op de 100 meter rugslag en werd ze uitgeschakeld in de series van de 50 meter rugslag. Op de 4x50 meter wisselslag werd ze samen met Fanny Babou, Aurore Mongel en Hanna Shcherba uitgeschakeld in de series.
In Dubai nam Castel deel aan de wereldkampioenschappen kortebaanzwemmen 2010. Op dit toernooi veroverde ze de wereldtitel op de 200 meter rugslag, daarnaast strandde ze in de halve finales van de 100 meter rugslag en in de series van de 50 meter rugslag.
Op de wereldkampioenschappen zwemmen 2011 in Shanghai eindigde de Française als achtste op de 200 meter rugslag, op de 4x100 meter wisselslag werd ze samen met Sophie de Ronchi, Aurore Mongel en Camille Muffat uitgeschakeld in de series.
Tijdens de Europese kampioenschappen zwemmen 2012 in Debrecen werd Castel Europees kampioene op de 200 meter rugslag. In Londen nam de Française deel aan de Olympische Zomerspelen van 2012. Op dit toernooi eindigde ze als zevende op de 200 meter rugslag, op de 100 meter rugslag strandde ze in de series. Op de Europese kampioenschappen kortebaanzwemmen 2012 in Chartres legde Castel, op de 200 meter rugslag, beslag op de zilveren medaille, daarnaast werd ze uitgeschakeld in de halve finales van de 100 meter rugslag.

## Internationale toernooien
| Jaar | Olympische Spelen                                       | WK langebaan                          | WK kortebaan                                     | EK langebaan                   | EK kortebaan                                                            |
| ---- | ------------------------------------------------------- | ------------------------------------- | ------------------------------------------------ | ------------------------------ | ----------------------------------------------------------------------- |
| 2007 |                                                         | geen deelname                         |                                                  |                                | 9e 50m rugslag 17e 100m rugslag 4e 200m rugslag                         |
| 2008 | 23e 100m rugslag 13e 200m rugslag 11e 4x100m wisselslag |                                       | geen deelname                                    | geen deelname                  | 14e 50m rugslag · 17e 100m rugslag · 200m rugslag                       |
| 2009 |                                                         | 15e 100m rugslag 7e 200m rugslag      |                                                  |                                | 29e 50m rugslag · 7e 100m rugslag · 200m rugslag · 15e 4x50m wisselslag |
| 2010 |                                                         |                                       | 34e 50m rugslag · 9e 100m rugslag · 200m rugslag | geen deelname                  | geen deelname                                                           |
| 2011 |                                                         | 8e 200m rugslag 13e 4x100m wisselslag |                                                  |                                | geen deelname                                                           |
| 2012 | 12e 100m rugslag 7e 200m rugslag                        |                                       | geen deelname                                    | HF 100m rugslag · 200m rugslag | serie 50m rugslag · 10e 100m rugslag · 200m rugslag                     |

## Persoonlijke records
Bijgewerkt tot en met 29 juli 2012
Kortebaan
| Afstand      | Tijd    | Datum            | Plaats    |
| ------------ | ------- | ---------------- | --------- |
| 50m rugslag  | 27,70   | 4 december 2011  | Angers    |
| 100m rugslag | 58,15   | 10 december 2009 | Istanboel |
| 200m rugslag | 2.01,67 | 17 december 2010 | Dubai     |

Langebaan
| Afstand      | Tijd    | Datum         | Plaats      |
| ------------ | ------- | ------------- | ----------- |
| 50m rugslag  | 29,03   | 26 april 2009 | Montpellier |
| 100m rugslag | 1.00,16 | 29 juli 2012  | Londen      |
| 200m rugslag | 2.07,55 | 24 april 2009 | Montpellier |